# Магизточник
Магизточник (на английски: Sourcery) е роман в жанр хумористично фентъзи. Тя е петата по ред издадена книга от поредицата на Тери Пратчет Светът на диска. Книгата е издадена през 1988 г.
Заглавието на романа представлява игра на думи. В Светът на диска магизточник е вид магьосник, от когото магията извира. Първите страници на книгата са заети с това как бащата на магизточника изнервя Смърт, правейки пророчество за унищожението на света. В останалата част на книгата се описва пътуването на Ринсуинд и дъщерята на Коен Варваринът, които се опитват да достигната до магизточника и да спрат неговата сила.